# Maurice Koechlin
Maurice Koechlin (Buhl, 8 de março de 1856 — Veytaux, 14 de janeiro de 1946) foi um engenheiro estrutural franco-suíço.

## Vida
Estudou no liceu de Mulhouse e depois no Instituto Federal de Tecnologia de Zurique, orientado por Karl Culmann.
A maioria de seus trabalhos foram a serviço de Gustave Eiffel, e seus maiores projetos estruturais foram:
- Viaduto de Garabit , 1880-1884
- Armadura da Estátua da Liberdade, em colaboração com Frédéric Auguste Bartholdi, 1884
- Torre Eiffel, 1887-1889.

Casou com Emma Rossier em 1886, tiveram 6 filhos. Maurice e Emma foram durante longo tempo membros da Casa de Oração – Irmãos

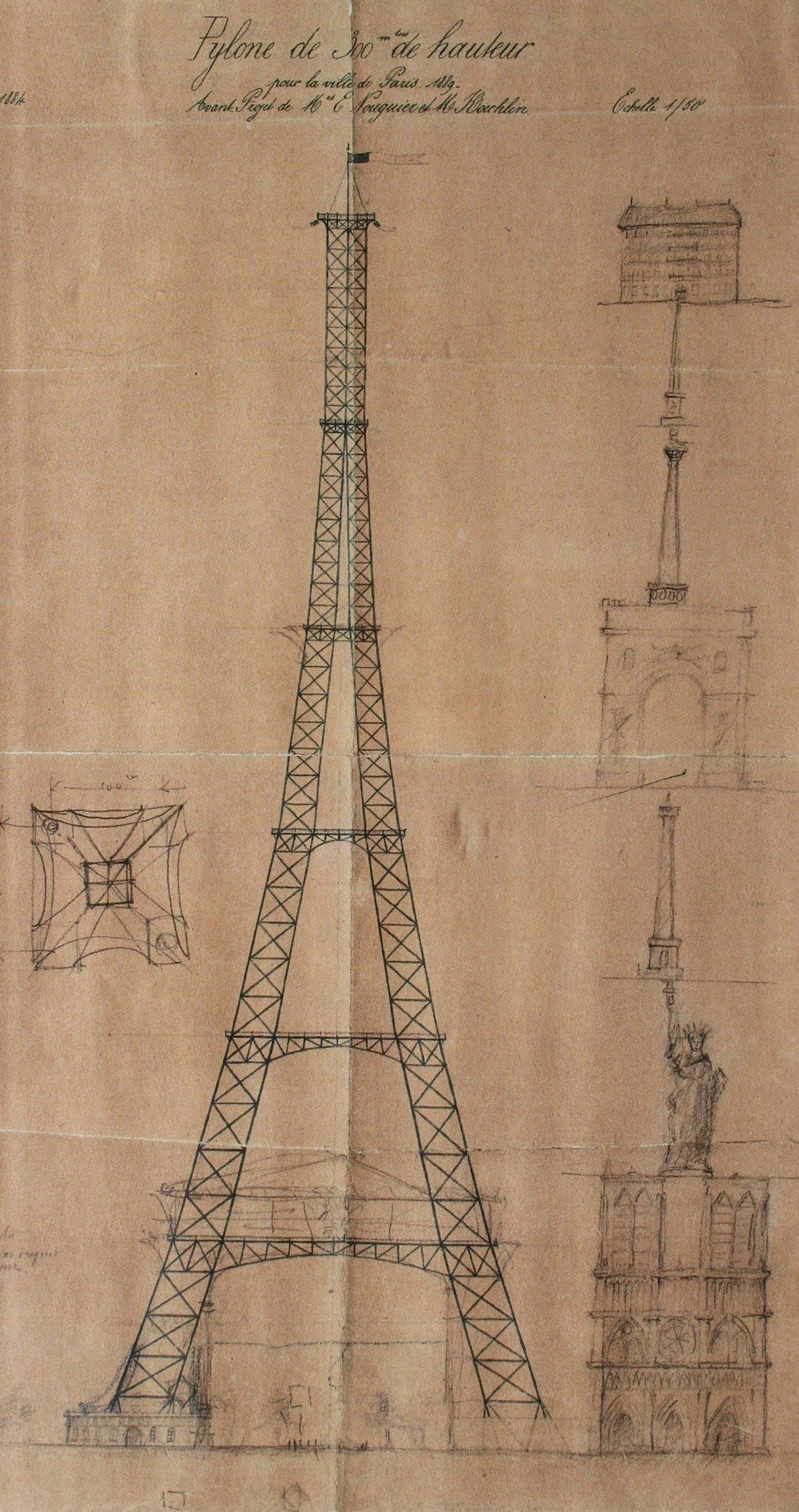
Pilar de 300 m de altura, 1884

## Condecorações e legado
- Cavaleiro da Legião de Honra (França).